# Lijst van Galloanserae
Dit is een lijst met vogels behorende tot de Galloanserae, naar familie gerangschikt. Voor een taxonomische benadering, inclusief vogelgroepen, zie: Aves (taxonomie) of (voor een alternatieve indeling): DNA-onderzoek naar de taxonomie van de vogels. De Galloanserae bestaan uit twee ordes: de Anseriformes en de Galliformes, die in totaal 536 soorten tellen.
Onderverdeling:
- Orde Anseriformes (169 soorten)
  - Familie Anhingidae (Hoenderkoeten, 3 soorten)
  - Familie Anseranatidae (Ekstergans, 1 soort)
  - Familie Anatidae (Eenden, ganzen en zwanen, 165 soorten)
- Orde Galliformes (337 soorten)
  - Familie Cracidae (Sjakohoenders en Hokko's, 54 soorten)
  - Familie Megapodiidae (Grootpoothoenders, 22 soorten)
  - Familie Numididae (Parelhoenders, 6 soorten)
  - Familie Odontophoridae (Tandkwartels, 34 soorten)
  - Familie Phasianidae (Fazanten, Kwartels, Patrijzen, Kalkoenen en Ruigpoothoenders, 221 soorten)

## OrdeAnseriformes(Eendvogels)

### FamilieAnhingidae(Hoenderkoeten)
- Geslacht Anhima
  - Anhima cornuta (Anioema)
- Geslacht Chauna
  - Chauna chavaria (Witwanghoenderkoet)
  - Chauna torquata (Kuifhoenderkoet)

### FamilieAnseranatidae(Ekstergans)
- Geslacht Anseranas
  - Anseranas semipalmata (Ekstergans)

### FamilieAnatidae(Eenden, ganzen en zwanen)
- Geslacht Aix
  - Aix galericulata (Mandarijneend)
  - Aix sponsa (Carolina-eend)
- Geslacht Alopochen
  - Alopochen aegyptiaca (Nijlgans)
- Geslacht Amazonetta
  - Amazonetta brasiliensis (Amazonetaling)
- Geslacht Anas
  - Anas acuta (Pijlstaart)
  - Anas albogularis (Andaman-taling)
  - Anas americana (Amerikaanse smient)
  - Anas andium (Andestaling)
  - Anas aucklandica (Aucklandtaling)
  - Anas bahamensis (Bahamapijlstaart)
  - Anas bernieri (Madagaskartaling)
  - Anas capensis (Kaapse taling)
  - Anas carolinensis (Amerikaanse wintertaling)
  - Anas castanea (Kastanjetaling)
  - Anas chlorotis (Auckland-taling)
  - Anas clypeata (Slobeend)
  - Anas crecca (Wintertaling)
  - Anas cyanoptera (Kaneeltaling)
  - Anas diazi (Mexicaanse Smient)
  - Anas discors (Blauwvleugeltaling)
  - Anas eatoni (Eaton-pijlstaart)
  - Anas erythrorhyncha (Roodbekpijlstaart)
  - Anas falcata (Bronskopeend)
  - Anas flavirostris (Geelsnaveltaling)
  - Anas formosa (Siberische taling)
  - Anas fulvigula (Gevlekte Florida-eend)
  - Anas georgica (Geelbek-pijlstaart)
  - Anas gibberifrons (Grijskeeltaling)
  - Anas gracilis (Grijze witkeeltaling)
  - Anas hottentota (Gouden taling)
  - Anas laysanensis (Laysan-taling)
  - Anas luzonica (Filipijnse eend)
  - Anas melleri (Mellers eend)
  - Anas nesiotis (Campbell-taling)
  - Anas penelope (Smient)
  - Anas platalea (Rode slobeend)
  - Anas platyrhynchos (Wilde eend)
  - Anas poecilorhyncha (Vlekbekeend)
  - Anas puna (Puna taling)
  - Anas querquedula (Zomertaling)
  - Anas rhynchotis (Australische slobeend)
  - Anas rubripes (Zwarte eend)
  - Anas sibilatrix (Chili-smient)
  - Anas smithii (Kaapse slobeend)
  - Anas sparsa (Afrikaanse zwarte eend)
  - Anas strepera (Krakeend)
  - Anas superciliosa (Wenkbrauweend)
  - Anas undulata (Geelbekeend)
  - Anas versicolor (Zwartkaptaling)
  - Anas wyvilliana (Hawaii-eend)
  - Anas zonorhyncha (Blauwbandeend)
- Geslacht Anser
  - Anser albifrons (Kolgans)
  - Anser anser (Grauwe gans)
  - Anser brachyrhynchus (Kleine rietgans)
  - Anser cygnoides (Zwaangans)
  - Anser erythropus (Dwerggans)
  - Anser fabalis (Taigarietgans)
  - Anser indicus (Indische gans)
  - Anser serrirostris (Toendrarietgans)
- Geslacht Asarcornis
  - Asarcornis scutulata (Witvleugelboseend)
- Geslacht Aythya
  - Aythya affinis (Kleine toppereend)
  - Aythya americana (Roodkopeend)
  - Aythya australis (Australische witoogeend)
  - Aythya baeri (Baers witoogeend)
  - Aythya collaris (Ringsnaveleend)
  - Aythya ferina (Tafeleend)
  - Aythya fuligula (Kuifeend)
  - Aythya innotata (Madagaskarwitoogeend)
  - Aythya marila (Topper)
  - Aythya novaeseelandiae (Nieuw-Zeelandse topper)
  - Aythya nyroca (Witoogeend)
  - Aythya valisineria (Grote tafeleend)
- Geslacht Biziura
  - Biziura lobata (Australische lobeend)
- Geslacht Branta
  - Branta bernicla (Rotgans)
  - Branta canadensis (Grote Canadese gans)
  - Branta hutchinsii (Kleine Canadese gans)
  - Branta leucopsis (Brandgans)
  - Branta ruficollis (Roodhalsgans)
  - Branta sandvicensis (Néne)
- Geslacht Bucephala
  - Bucephala albeola (Buffelkopeend)
  - Bucephala clangula (Brilduiker)
  - Bucephala islandica (IJslandse brilduiker)
- Geslacht Cairina
  - Cairina moschata (Muskuseend)
- Geslacht Callonetta
  - Callonetta leucophrys (Ringtaling)
- Geslacht Cereopsis
  - Cereopsis novaehollandiae (Hoendergans)
- Geslacht Chenonetta
  - Chenonetta jubata (Manengans)
- Geslacht Chloephaga
  - Chloephaga hybrida (Kelpgans)
  - Chloephaga melanoptera (Andesgans)
  - Chloephaga picta (Magelhaengans)
  - Chloephaga poliocephala (Grijskopgans)
  - Chloephaga rubidiceps (Roodkopgans)
- Geslacht Clangula
  - Clangula hyemalis (IJseend)
- Geslacht Coscoroba
  - Coscoroba coscoroba (Coscorobazwaan)
- Geslacht Cyanochen
  - Cyanochen cyanoptera (Blauwvleugelgans)
- Geslacht Cygnus
  - Cygnus atratus (Zwarte zwaan)
  - Cygnus buccinator (Trompetzwaan)
  - Cygnus columbianus (Kleine zwaan)
  - Cygnus cygnus (Wilde zwaan)
  - Cygnus melancoryphus (Zwarthalszwaan)
  - Cygnus olor (Knobbelzwaan)
- Geslacht Dendrocygna
  - Dendrocygna arborea (Westindische fluiteend)
  - Dendrocygna arcuata (Zwervende fluiteend)
  - Dendrocygna autumnalis (Zwartbuikfluiteend)
  - Dendrocygna bicolor (Rosse fluiteend)
  - Dendrocygna eytoni (Eyton-fluiteend)
  - Dendrocygna guttata (Gevlekte boomeend)
  - Dendrocygna javanica (Indische fluiteend)
  - Dendrocygna viduata (Witwangfluiteend)
- Geslacht Heteronetta
  - Heteronetta atricapilla (Koekoekseend)
- Geslacht Histrionicus
  - Histrionicus histrionicus (Harlekijneend)
- Geslacht Hymenolaimus
  - Hymenolaimus malacorhynchos (Blauwe eend)
- Geslacht Lophodytes
  - Lophodytes cucullatus (Kokardezaagbek)
- Geslacht Lophonetta
  - Lophonetta specularioides (Gekuifde eend)
- Geslacht Malacorhynchus
  - Malacorhynchus membranaceus (Lepelbekeend)
- Geslacht Marmaronetta
  - Marmaronetta angustirostris (Marmereend)
- Geslacht Melanitta
  - Melanitta americana (Amerikaanse zee-eend)
  - Melanitta deglandi (Amerikaanse grote zee-eend)
  - Melanitta fusca (Grote zee-eend)
  - Melanitta nigra (Zwarte zee-eend)
  - Melanitta perspicillata (Brilzee-eend)
- Geslacht Merganetta
  - Merganetta armata (Riviereend)
- Geslacht Mergellus
  - Mergellus albellus (Nonnetje)
- Geslacht Mergus
  - Mergus merganser (Grote zaagbek)
  - Mergus octosetaceus (Braziliaanse zaagbek)
  - Mergus serrator (Middelste zaagbek)
  - Mergus squamatus (Chinese zaagbek)
- Geslacht Neochen
  - Neochen jubata (Orinocogans)
- Geslacht Netta
  - Netta erythrophthalma (Bruine krooneend)
  - Netta peposaca (Peposaka-eend)
  - Netta rufina (Krooneend)
- Geslacht Nettapus
  - Nettapus auritus (Afrikaanse dwergeend)
  - Nettapus coromandelianus (Coromandeleend)
  - Nettapus pulchellus (Australische dwergeend)
- Geslacht Nomonyx
  - Nomonyx dominicus (Maskerstekelstaarteend)
- Geslacht Oxyura
  - Oxyura australis (Australische stekelstaart)
  - Oxyura jamaicensis (Rosse stekelstaart)
  - Oxyura leucocephala (Witkopeend)
  - Oxyura maccoa (Afrikaanse stekelstaart)
  - Oxyura vittata (Argentijnse stekelstaart)
- Geslacht Plectropterus
  - Plectropterus gambensis (Spoorwiekgans)
- Geslacht Polysticta
  - Polysticta stelleri (Stellers eider)
- Geslacht Pteronetta
  - Pteronetta hartlaubii (Hartlaubs eend)
- Geslacht Salvadorina
  - Salvadorina waigiuensis (Salvadori-eend)
- Geslacht Sarkidiornis
  - Sarkidiornis melanotos (Knobbeleend)
  - Sarkidiornis sylvicola (Amerikaanse knobbeleend)
- Geslacht Somateria
  - Somateria fischeri (Brileider)
  - Somateria mollissima (Eidereend)
  - Somateria spectabilis (Koningseider)
- Geslacht Speculanas
  - Speculanas specularis (Bronsvleugeleend)
- Geslacht Stictonetta
  - Stictonetta naevosa (Stippeleend)
- Geslacht Tachyeres
  - Tachyeres brachypterus (Falkland-booteend)
  - Tachyeres leucocephalus (Witkopbooteend)
  - Tachyeres patachonicus (Vliegende booteend)
  - Tachyeres pteneres (Reuzenbooteend)
- Geslacht Tadorna
  - Tadorna cana (Grijskopcasarca)
  - Tadorna ferruginea (Casarca)
  - Tadorna radjah (Radjah-eend)
  - Tadorna tadorna (Bergeend)
  - Tadorna tadornoides (Australische casarca)
  - Tadorna variegata (Paradijscasarca)
- Geslacht Thalassornis
  - Thalassornis leuconotus (Witrugeend)

## Orde Galliformes (Hoendervogels)

### FamilieCracidae(Sjakohoenders en hokko's)
- Geslacht Aburria
  - Aburria aburri (Lelgoean)
- Geslacht Chamaepetes
  - Chamaepetes goudotii (Sikkelvleugelgoean)
  - Chamaepetes unicolor (Zwarte goean)
- Geslacht Crax
  - Crax alberti (Blauwknobbelhokko)
  - Crax alector (Zwarte hokko)
  - Crax blumenbachii (Roodsnavelhokko)
  - Crax daubentoni (Geelknobbelhokko)
  - Crax fasciolata (Maskerhokko)
  - Crax globulosa (Knobbelhokko)
  - Crax rubra (Bruine hokko)
- Geslacht Mitu
  - Mitu mitu (Mesbekpauwies)
  - Mitu salvini (Salvins mesbekpauwies)
  - Mitu tomentosum (Kleine mesbekpauwies)
  - Mitu tuberosum (Mesbekpauwies)
- Geslacht Nothocrax
  - Nothocrax urumutum (Nachthokko)
- Geslacht Oreophasis
  - Oreophasis derbianus (Hoorngoean)
- Geslacht Ortalis
  - Ortalis araucuan
  - Ortalis canicollis (Chacochachalaca)
  - Ortalis cinereiceps (Grijskopchachalaca)
  - Ortalis columbiana
  - Ortalis erythroptera (Roodkopchachalaca)
  - Ortalis garrula (Roodvleugelchachalaca)
  - Ortalis guttata (Gevlekte chachalaca)
  - Ortalis leucogastra (Witbuikchachalaca)
  - Ortalis motmot (Kleine chachalaca)
  - Ortalis poliocephala (Westmexicaanse chachalaca)
  - Ortalis ruficauda (Roodbuikchachalaca)
  - Ortalis ruficeps
  - Ortalis squamata
  - Ortalis superciliaris (Geelbrauwchachalaca)
  - Ortalis vetula (Bruine chachalaca)
  - Ortalis wagleri (Waglers chachalaca)
- Geslacht Pauxi
  - Pauxi koepckeae
  - Pauxi pauxi (Helmhokko)
  - Pauxi unicornis (Hoornhokko)
- Geslacht Penelope
  - Penelope albipennis (Witvleugelsjakohoen)
  - Penelope argyrotis (Bandstaartsjakohoen)
  - Penelope barbata (Baardsjakohoen)
  - Penelope dabbenei (Roodmaskersjakohoen)
  - Penelope jacquacu (Spix' sjakohoen)
  - Penelope jacucaca (Witbrauwsjakohoen)
  - Penelope marail (Marailsjakohoen)
  - Penelope montagnii (Andessjakohoen)
  - Penelope obscura (Grijspootsjakohoen)
  - Penelope ochrogaster (Rossig sjakohoen)
  - Penelope ortoni (Ortons sjakohoen)
  - Penelope perspicax (Cauca-sjakohoen)
  - Penelope pileata (Witkuifsjakohoen)
  - Penelope purpurascens (Kuifsjakohoen)
  - Penelope superciliaris (Witvoorhoofdsjakohoen)
- Geslacht Penelopina
  - Penelopina nigra (Berggoean)
- Geslacht Pipile
  - Pipile cujubi (Roodkeelgoean)
  - Pipile cumanensis (Witkopgoean)
  - Pipile jacutinga (Zwartmaskergoean)
  - Pipile pipile (Blauwkeelgoean)

### FamilieMegapodiidae(Grootpoothoenders)
- Geslacht Aepypodius
  - Aepypodius arfakianus (Kamboskalkoen)
  - Aepypodius bruijnii (Bruijns boskalkoen)
- Geslacht Alectura
  - Alectura lathami (Boskalkoen)
- Geslacht Eulipoa
  - Eulipoa wallacei (Moluks boshoen)
- Geslacht Leipoa
  - Leipoa ocellata (Thermometervogel)
- Geslacht Macrocephalon
  - Macrocephalon maleo (Hamerhoen)
- Geslacht Megapodius
  - Megapodius bernsteinii (Bruin boshoen)
  - Megapodius cumingii (Filipijns boshoen)
  - Megapodius decollatus (Grijs boshoen)
  - Megapodius eremita (Heremietboshoen)
  - Megapodius forsteni
  - Megapodius freycinet (Zwart boshoen)
  - Megapodius geelvinkianus
  - Megapodius laperouse (Marianenboshoen)
  - Megapodius layardi (Vanuatu-boshoen)
  - Megapodius nicobariensis (Nicobarenboshoen)
  - Megapodius pritchardii (Polynesisch boshoen)
  - Megapodius reinwardt (Rood boshoen)
  - Megapodius tenimberensis
- Geslacht Talegalla
  - Talegalla cuvieri (Roodsnavelboskalkoen)
  - Talegalla fuscirostris (Zwartsnavelboskalkoen)
  - Talegalla jobiensis (Bruinkraagboskalkoen)

### FamilieNumididae(Parelhoenders)
- Geslacht Acryllium
  - Acryllium vulturinum (Gierparelhoen)
- Geslacht Agelastes
  - Agelastes meleagrides (Kalkoenparelhoen)
  - Agelastes niger (Zwart parelhoen)
- Geslacht Guttera
  - Guttera plumifera (Kuifparelhoen)
  - Guttera pucherani (Kroonparelhoen)
- Geslacht Numida
  - Numida meleagris (Helmparelhoen)

### FamilieOdontophoridae(Kwartels van de Nieuwe Wereld)
- Geslacht Callipepla
  - Callipepla californica (Californische kuifkwartel)
  - Callipepla douglasii (Douglas kuifkwartel / Sierlijke kwartel)
  - Callipepla gambelii (Gambelkwartel / Gambels kuifkwartel / Helmkwartel)
  - Callipepla squamata (Blauwschubbenkwartel / Geschubde kwartel)
- Geslacht Colinus
  - Colinus cristatus (Kuifbobwhite)
  - Colinus leucopogon
  - Colinus nigrogularis (Zwartkeelbobwhite / Zwartkeelboomkwartel)
  - Colinus virginianus (Boomkwartel)
- Geslacht Cyrtonyx
  - Cyrtonyx montezumae (Massenakwartel / Montezuma-kwartel)
  - Cyrtonyx ocellatus (Gevlekte bergkwartel)
- Geslacht Dactylortyx
  - Dactylortyx thoracicus (Zangkwartel)
- Geslacht Dendrortyx
  - Dendrortyx barbatus (Grijskeelbospatrijs)
  - Dendrortyx leucophrys (Grijskeelbospatrijs)
  - Dendrortyx macroura (Mexicaanse bospatrijs)
- Geslacht Odontophorus
  - Odontophorus atrifrons (Zwartmaskertandkwartel)
  - Odontophorus balliviani (Vlekbuiktandkwartel)
  - Odontophorus capueira (Capueira patrijs / Grijze tandkwartel)
  - Odontophorus columbianus (Venezuelatandkwartel)
  - Odontophorus dialeucos (Zwartkeeltandkwartel)
  - Odontophorus erythrops (Bruinmaskertandkwartel)
  - Odontophorus gujanensis (Gemarmerde tandkwartel)
  - Odontophorus guttatus (Gevlekte tandkwartel)
  - Odontophorus hyperythrus (Witoortandkwartel)
  - Odontophorus leucolaemus (Zwartborsttandkwartel)
  - Odontophorus melanonotus (Zwartrugtandkwartel)
  - Odontophorus melanotis (Zwartoortandkwartel)
  - Odontophorus speciosus (Bruinborsttandkwartel)
  - Odontophorus stellatus (Bruinborsttandkwartel)
  - Odontophorus strophium (Witkeeltandkwartel)
- Geslacht Oreortyx
  - Oreortyx pictus (Bergkuifkwartel / Bergkwartel)
- Geslacht Philortyx
  - Philortyx fasciatus (Bandkwartel)
- Geslacht Ptilopachus
  - Ptilopachus nahani (Nahans frankolijn)
  - Ptilopachus petrosus (Rotspatrijs)
- Geslacht Rhynchortyx
  - Rhynchortyx cinctus (Langpootkwartel)

### FamiliePhasianidae(Kwartels, Patrijzen en Fazanten)
- Geslacht Afropavo
  - Afropavo congensis (Congopauw)
- Geslacht Alectoris
  - Alectoris barbara (Barbarijse patrijs)
  - Alectoris chukar (Aziatische steenpatrijs)
  - Alectoris graeca (Europese steenpatrijs)
  - Alectoris magna (Chinese steenpatrijs)
  - Alectoris melanocephala (Arabische steenpatrijs)
  - Alectoris philbyi (Philby's steenpatrijs)
  - Alectoris rufa (Rode patrijs)
- Geslacht Ammoperdix
  - Ammoperdix griseogularis (Perzische woestijnpatrijs)
  - Ammoperdix heyi (Arabische woestijnpatrijs)
- Geslacht Anurophasis 
  - Anurophasis monorthonyx (Nieuwguinese bergpatrijs)
- Geslacht Arborophila
  - Arborophila ardens (Hainanbospatrijs)
  - Arborophila atrogularis (Witwangbospatrijs)
  - Arborophila brunneopectus (Bruinborstbospatrijs)
  - Arborophila cambodiana (Cambodjaanse bospatrijs)
  - Arborophila campbelli
  - Arborophila charltonii (Charltons bospatrijs)
  - Arborophila chloropus (Groenpootbospatrijs)
  - Arborophila crudigularis (Taiwanbospatrijs)
  - Arborophila davidi (Davids bospatrijs)
  - Arborophila diversa
  - Arborophila gingica (Rickets bospatrijs)
  - Arborophila hyperythra (Borneo-bospatrijs)
  - Arborophila javanica (Javaanse bospatrijs)
  - Arborophila mandellii (Roodborstbospatrijs)
  - Arborophila orientalis (Sumatraanse bospatrijs)
  - Arborophila rolli
  - Arborophila rubrirostris (Roodsnavelbospatrijs)
  - Arborophila rufipectus (Boultons boskwartel)
  - Arborophila rufogularis (Roodkeelboskwartel)
  - Arborophila sumatrana
  - Arborophila torqueola (Boskwartel)
- Geslacht Argusianus
  - Argusianus argus (Argusfazant)
- Geslacht Bambusicola
  - Bambusicola fytchii (Bamboepatrijs)
  - Bambusicola thoracicus (Chinese bamboepatrijs)
- Geslacht Bonasa
  - Bonasa umbellus (Kraaghoen)
- Geslacht Caloperdix
  - Caloperdix oculeus (Gevlekte bospatrijs / Rodebospatrijs)
- Geslacht Catreus
  - Catreus wallichii (Wallichfazant)
- Geslacht Centrocercus
  - Centrocercus minimus
  - Centrocercus urophasianus (Waaierhoen)
- Geslacht Chrysolophus
  - Chrysolophus amherstiae (Ladyamherstfazant)
  - Chrysolophus pictus (Goudfazant)
- Geslacht Coturnix
  - Coturnix coromandelica (Regenkwartel)
  - Coturnix coturnix (Kwartel)
  - Coturnix delegorguei (Harlekijnkwartel)
  - Coturnix japonica (Japanse kwartel)
  - Coturnix pectoralis (Stoppelveldkwartel)
  - Coturnix ypsilophora (Tasmaanse bruine kwartel)
- Geslacht Crossoptilon
  - Crossoptilon auritum (Blauwe oorfazant)
  - Crossoptilon crossoptilon (Witte oorfazant)
  - Crossoptilon harmani (Tibetaanse oorfazant)
  - Crossoptilon mantchuricum (Bruine oorfazant)
- Geslacht Dendragapus
  - Dendragapus fuliginosus
  - Dendragapus obscurus (Blauw sneeuwhoen)
- Geslacht Dendroperdix
  - Dendroperdix sephaena (Kuiffrankolijn)
- Geslacht Excalfactoria
  - Excalfactoria adansonii (Afrikaanse dwergkwartel)
  - Excalfactoria chinensis (Chinese dwergkwartel)
- Geslacht Falcipennis
  - Falcipennis canadensis (Bossneeuwhoen)
  - Falcipennis falcipennis (Spitsvleugelhoen)
- Geslacht Francolinus
  - Francolinus francolinus (Zwarte frankolijn)
  - Francolinus gularis (Moerasfrankolijn)
  - Francolinus pictus (Bonte frankolijn)
  - Francolinus pintadeanus (Chinese frankolijn)
  - Francolinus pondicerianus (Grijze frankolijn)
- Geslacht Galloperdix
  - Galloperdix bicalcarata (Ceylondwergfazant)
  - Galloperdix lunulata (Pareldwergfazant)
  - Galloperdix spadicea (Rode dwergfazant)
- Geslacht Gallus
  - Gallus gallus (Bankivahoen)
    - Gallus gallus domesticus (Kip)

  - Gallus lafayetii (Ceylonhoen)
  - Gallus sonneratii (Sonnerathoen)
  - Gallus varius (Vorkstaarthoen)
- Geslacht Haematortyx
  - Haematortyx sanguiniceps (Roodkopbospatrijs)
- Geslacht Ithaginis
  - Ithaginis cruentus (Bloedfazant)
- Geslacht Lagopus
  - Lagopus lagopus (Moerassneeuwhoen)
  - Lagopus leucura (Witstaartsneeuwhoen)
  - Lagopus muta (Alpensneeuwhoen)
- Geslacht Lerwa
  - Lerwa lerwa (Sneeuwpatrijs)
- Geslacht Lophophorus
  - Lophophorus impejanus (Himalaja-glansfazant)
  - Lophophorus lhuysii (Chinese glansfazant)
  - Lophophorus sclateri (Witstaartglansfazant)
- Geslacht Lophura
  - Lophura bulweri (Bulwers fazant)
  - Lophura diardi (Kuifloze prelaatfazant)
  - Lophura edwardsi (Edwards fazant)
  - Lophura erythrophthalma (Vuurrugfazant)
  - Lophura hatinhensis (Vo quy's fazant)
  - Lophura hoogerwerfi (Atjehfazant / Hoogerwerf-fazant)
  - Lophura ignita (Gekuifde vuurrugfazant)
  - Lophura inornata (Salvadori's fazant)
  - Lophura leucomelanos (Nepalfazant)
  - Lophura nycthemera (Zilverfazant)
  - Lophura swinhoii (Swinhoe's fazant)
- Geslacht Lyrurus
  - Lyrurus mlokosiewiczi (Kaukasisch korhoen)
  - Lyrurus tetrix (Korhoen)
- Geslacht Margaroperdix
  - Margaroperdix madagarensis (Madagaskarpatrijs)
- Geslacht Melanoperdix
  - Melanoperdix niger (Zwarte bospatrijs)
- Geslacht Meleagris
  - Meleagris gallopavo (Kalkoen)
  - Meleagris ocellata (Pauwkalkoen)
- Geslacht Pavo
  - Pavo cristatus (Blauwe pauw)
  - Pavo muticus (Groene pauw)
- Geslacht Peliperdix
  - Peliperdix albogularis (Witkeelfrankolijn)
  - Peliperdix coqui (Coqui-frankolijn)
  - Peliperdix lathami (Lathams frankolijn)
  - Peliperdix schlegelii (Schlegels frankolijn)
- Geslacht Perdicula
  - Perdicula argoondah (Madrasdwergpatrijs)
  - Perdicula asiatica (Frankolijnkwartel)
  - Perdicula erythrorhyncha (Bonte dwergpatrijs)
  - Perdicula manipurensis (Manipurdwergpatrijs)
- Geslacht Perdix
  - Perdix dauurica (Baardpatrijs)
  - Perdix hodgsoniae (Tibetaanse patrijs)
  - Perdix perdix (Patrijs)
- Geslacht Phasianus
  - Phasianus colchicus (Gewone fazant)
  - Phasianus versicolor (Groene fazant)
- Geslacht Polyplectron
  - Polyplectron bicalcaratum (Spiegelpauw)
  - Polyplectron chalcurum (Sumatraanse pauwfazant)
  - Polyplectron germaini (Germains pauwfazant)
  - Polyplectron inopinatum (Rotschilds pauwfazant)
  - Polyplectron katsumatae
  - Polyplectron malacense (Maleise spiegelpauw)
  - Polyplectron napoleonis (Palawanpauwfazant / Palawanspiegelpauw)
  - Polyplectron schleiermacheri (Borneopauwfazant / Scleiermacher)
- Geslacht Pternistis
  - Pternistis adspersus (Roodsnavelfrankolijn)
  - Pternistis afer (Roodkeelfrankolijn)
  - Pternistis ahantensis (Ahanta-frankolijn)
  - Pternistis bicalcaratus (Barbarijnse frankolijn)
  - Pternistis camerunensis (Kameroenfrankolijn)
  - Pternistis capensis (Kaapse frankolijn)
  - Pternistis castaneicollis (Roestkopfrankolijn)
  - Pternistis clappertoni (Clappertons frankolijn)
  - Pternistis erckelii (Erckels frankolijn)
  - Pternistis griseostriatus (Grants frankolijn)
  - Pternistis hartlaubi (Hartlaubs frankolijn)
  - Pternistis harwoodi (Harwoods frankolijn)
  - Pternistis hildebrandti (Hildebrands frankolijn)
  - Pternistis icterorhynchus (Geelsnavelfrankolijn)
  - Pternistis jacksoni (Jacksons frankolijn)
  - Pternistis leucoscepus (Geelkeelfrankolijn)
  - Pternistis natalensis (Natalfrankolijn)
  - Pternistis nobilis (Bamboe-frankolijn)
  - Pternistis ochropectus (Djiboutifrankolijn)
  - Pternistis rufopictus (Grijshalsfrankolijn)
  - Pternistis squamatus (Geschubde frankolijn)
  - Pternistis swainsonii (Swainsons frankolijn)
  - Pternistis swierstrai (Swierstra's frankolijn)
- Geslacht Pucrasia
  - Pucrasia macrolopha (Koklasfazant)
- Geslacht Rheinardia
  - Rheinardia ocellata (Gekuifde argusfazant)
- Geslacht Rhizothera
  - Rhizothera dulitensis
  - Rhizothera longirostris (Indische bospatrijs)
- Geslacht Rollulus
  - Rollulus rouloul (Roelroel)
- Geslacht Scleroptila
  - Scleroptila afra (Grijsvleugelfrankolijn)
  - Scleroptila finschi (Finsch' frankolijn)
  - Scleroptila levaillantii (Roodvleugelfrankolijn)
  - Scleroptila levaillantoides (Archers frankolijn)
  - Scleroptila psilolaema (Hooglandfrankolijn)
  - Scleroptila shelleyi (Shelley's frankolijn)
  - Scleroptila streptophora (Kraagfrankolijn)
- Geslacht Syrmaticus
  - Syrmaticus ellioti (Eliots fazant)
  - Syrmaticus humiae (Hume's fazant)
  - Syrmaticus mikado (Mikado-fazant)
  - Syrmaticus reevesii (Koningsfazant)
  - Syrmaticus soemmerringii (Koperfazant)
- Geslacht Tetrao
  - Tetrao parvirostris (Rotsauerhoen / Sachalin-auerhoen)
  - Tetrao urogallus (Auerhoen)
- Geslacht Tetraogallus
  - Tetraogallus altaicus (Altaiberghoen)
  - Tetraogallus caspius (Kaspisch berghoen)
  - Tetraogallus caucasicus (Kaukasisch berghoen)
  - Tetraogallus himalayensis (Himalaya-berghoen)
  - Tetraogallus tibetanus (Tibetaans berghoen)
- Geslacht Tetraophasis
  - Tetraophasis obscurus (Tibetaans wigstaarthoen)
  - Tetraophasis szechenyii (Roodkeelwigstaarthoen)
- Geslacht Tetrastes
  - Tetrastes bonasia (Hazelhoen)
  - Tetrastes sewerzowi (Zwartborsthazelhoen)
- Geslacht Tragopan
  - Tragopan blythii (Blyths saterhoen)
  - Tragopan caboti (Cabots saterhoen)
  - Tragopan melanocephalus (zwartkapsaterhoen)
  - Tragopan satyra (rood saterhoen)
  - Tragopan temminckii (Temmincks saterhoen)
- Geslacht Tympanuchus
  - Tympanuchus cupido (Prairiehoen)
  - Tympanuchus pallidicinctus (Klein prairiehoen)
  - Tympanuchus phasianellus (Stekelstaarthoen)
- Geslacht Xenoperdix
  - Xenoperdix obscurata (Rubehobospatrijs)
  - Xenoperdix udzungwensis (Udzungwabospatrijs)